# Усама Санун
Усама Санун (арап. أسامة سحنون, фр. Oussama Sahnoune; Константин, 2. август 1992) алжирски је пливач чија специјалност су спринтерске трке слободним стилом. Вишеструки је национални првак и рекордер и учесник Олимпијских игара из Рија 2016. године.

## Каријера
Први значајнији наступ у каријери забележио је на Афричком првенству у Најробију 2012. где је освојио чак 5 медаља. Нешто касније наступио је и на светском првенству у малим базенима у Истанбулу где је наступио у трци на 50 метара слободним стилом (са резултатом 22,62 секунди био је укупно 43. место). На Медитеранским играма 2013. у Мерсину заузео је два четврта места у тркама на 50 и 100 слободно. На светским првенствима у великим базенима дебитовао је у Барселони 2013, а у обе трке у којима је учестовао иако није успео да се пласира у полуфинала поставио је нове личне рекорде. 
Био је једини члан пливачке репрезентације Алжира на ЛОИ 2016. у Рио де Жанеиру где је наступио у две дисциплине. У трци на 50 слободно био је укупно 25. у квалификацијама (са временом новог личног рекорда од 22,27 секунди), док је на 100 слободно био 31. са временом од 49,20 секунди.
Најбољи резултат на светским првенствима постигао је у Будимпешти 2017. где се такмичио у обе спринтерске трке слободним стилом. У трци на 50 слободно у квалификацијама је пливао време од 22,27 секунди, што је било довољно за 20. место, док је у трци на 100 слободно у квалификацијама био 14, а у полуфиналу 9. са временом од 48,33 секунди, и свега 0,02 секунде су га делиле од пласмана у финале те дисциплине. 
Велики успех је постигао на Медитеранским играма 2018. у Тарагони где је освојио златну медаљу у трци на 100 метара слободним стилом, поставши тако тек другим алжирским пливачем у историји са освојеном златном медаљом на том такмичењу, након Салима Илеса. У трци на 50 слободно је освојио сребрну медаљу. У децембру исте године наступио је на Светском првенству у малим базенима у Хангџоуу, али је наступе у обе дисциплине у којима је учествовао завршио у квалификацијама. 
Трећи наступ на светским првенствима у велики базенима је имао у Квангџуу 2019, где је пливао у квалификацијама на 50 и 100 слободно (24. и 23. место). Свега месец дана касније, на Афричким играма одржаним у Рабату, осваја златну медаљу ут рци на 100 метара слободним стилом 